# Barßelermoor

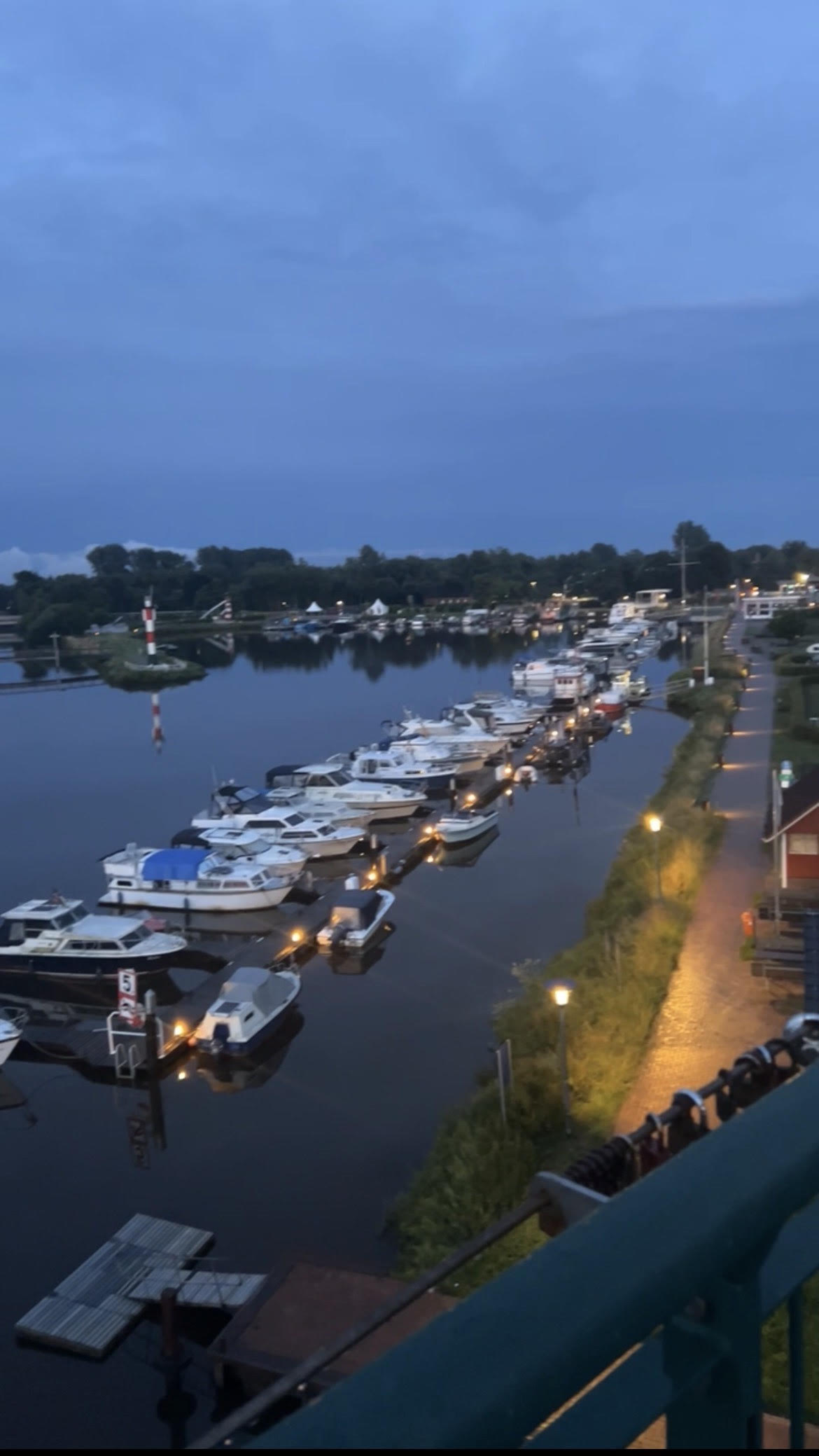
Barßeler Hafen (2025)

Barßelermoor ist ein Ortsteil der Gemeinde Barßel im niedersächsischen Landkreis Cloppenburg.

## Geografie und Verkehrsanbindung
Der Ort liegt westlich des Kernbereichs von Barßel direkt an der nordöstlich fließenden Soeste.
Die B 72 verläuft westlich und die A 28 nördlich. 